# جزيرة أمستردام
إل أمستردام (
تنطق بالفرنسية: [ilamstɛʁˈdam]
، تعرف أيضاً بجزيرة أمستردام، أمستردام الجديدة أو نوفيل أمستردام، هي جزيرة سميت على اسم سفينة  نيو أمستردام ، والتي بدورها سميت باسم مدينة أمستردام في هولندا. وتقع في جنوب المحيط الهندي. وهي جزء من الأراضي الفرنسية الجنوبية والأنتارتيكية، وجنباً إلى جنب مع جزيرة سانت بول المجاورة 85 كـم (53 ميل) إلى الجنوب تشكل واحدة من خمس مناطق من الأراضي. وقاعدتها تدعى محطة بحوث مارتن دي فيفييس، في أول الأمر أطلق عليها معسكر Heurtin، ثم لاروش Godon، والمستوطنة الوحيدة في الجزيرة، هي عاصمة الإقليم وتعد موطناً لحوالي 30 من السكان غير الدائمين المشاركين في الدراسات البيولوجية والأرصاد الجوية والمغناطيسية الأرضية.

## مزيد من القراءة
- Pierre François Péron, Mémoires du Capitaine Péron, sur ses Voyages aux Côtes d’Afrique, en Arabie, a l’Île d’Amsterdam, aux Îles d’Anjouan et de Mayotte, aux Côtes Nord-Oeust de l’Amérique, aux Îles Sandwich, a la Chine, etc., Paris 1824
- Cleef، Alfred van (2004). The Lost Island. Macmillan. {{استشهاد بكتاب}}: الوسيط غير المعروف |الرقم المعياري= تم تجاهله يقترح استخدام |ردمك= (مساعدة)